# ويندوز سيرفر 2022
يوفر ويندوز سيرفر 2022 (بالإنجليزية: WindowsServer 2022)‏ أمانًا متقدمًا متعدد الطبقات وميزات هجينة فريدة مع Azure ومنصة تطبيق مرنة.
تأمين الميزات الأساسية للمساعدة في حماية أجهزة ويندوز سيرفر والبرامج الثابتة ووظائف نظام التشغيل من تهديدات الأمان المتقدمة.
يستفيد الخادم الأساسي الآمن من تقنيات مثل Windows Defender System Guard والأمان القائم على الظاهرية لتقليل المخاطر من نقاط ضعف البرامج الثابتة والبرامج الضارة المتقدمة.
يوفر الإصدار الجديد أيضًا اتصالاً آمنًا يقدم العديد من الميزات الجديدة مثل اتصالات HTTPS المشفرة الأسرع والأكثر أمانًا وتشفير SMB AES 256 القياسي وغير ذلك الكثير.
يعمل Windows Server 2022 على تحسين إدارة الخادم المختلط من خلال إدارة الجهاز الظاهري المحسّنة بشكل كبير، وعارض الأحداث المحسّن، والعديد من الميزات الجديدة في مركز إدارة Windows.
بالإضافة إلى ذلك ، يتضمن هذا الإصدار تحسينات كبيرة على حاويات Windows، مثل أحجام الصور الأصغر لتنزيل أسرع، وتطبيق نهج الشبكة بشكل أسهل، وأدوات الحاوية لتطبيقات .NET.

## وصلات خارجية
- الموقع الرسمي